# 恰扎·强巴赤列

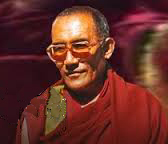
恰扎·强巴赤列

恰扎·强巴赤列（藏語：བྱ་བྲལ་བྱམས་པ་ཕྲིན་ལས་，威利转写：bya bral byams pa phrin las，THL：Jadrel Jampa Trinlé，1939年—），男，藏族，西藏南木林人，恰扎活佛，原日喀则扎什伦布寺堪布，后被判犯有分裂国家罪和故意泄露国家秘密罪而入狱。

## 生平
恰扎·强巴赤列原为日喀则江当乡的恩贡寺的活佛。15岁时到扎什伦布寺学经，后来留在扎什伦布寺当了堪布。1956年任日喀则专区行政公署宗教事务委员会常务委员。1962年至1965年，在中国佛学院学习。后来他曾任政协第七届全国委员会委员、第八届常务委员，西藏自治区政协副主席，中国佛教协会西藏分会副会长等职。由于恩贡寺与班禅世系有特殊关系，十世班禅又见恰扎活佛很有管理能力，便提拔恰扎活佛担任扎什伦布寺民主管理委员会主任。
1989年十世班禅圆寂后，班禅转世灵童寻访领导小组成立，嘉雅活佛被任命为该小组的负责人，恰扎活佛则被任命为该小组副组长。寻访领导小组及顾问小组的成员如下：

十世班禅转世灵童寻访工作领导班子成员如下：
- 嘉雅·洛桑丹白坚赞（十世班禅经师）
- 恰扎·强巴赤列（中国佛协理事、扎什伦布寺民管会主任）
- 嘉木样·洛桑久美·图丹却吉尼玛（中国佛协副会长、甘肃省佛协分会会长、拉卜楞寺寺主）
- 生钦·洛桑坚赞（中国佛协常务理事、西藏自治区佛协分会副会长）
- 波米·强巴洛珠（中国佛协常务理事、西藏自治区佛协分会副会长）
- 阿嘉·洛桑图旦（中国佛协理事、青海省佛协分会副会长、 塔尔寺民管会主任、寺主）
- 甲巴·嘎金·洛桑曲扎（嘎金·边巴）（扎什伦布寺阿巴扎仓堪布）
- 甲巴·嘎金·西绕曲达（扎什伦布寺策尼扎仓堪布）
- 比龙·洛桑丹巴坚赞（中国佛协理事、西藏自治区日喀则地区佛协分会副会长）
- 孜贡·喇嘛丹增达吉（喇嘛·次仁）（扎什伦布寺孜贡扎仓主事）
- 曲旦（扎什伦布寺民管会副主任）
- 甲嘎·洛桑汤曲（西藏自治区日喀则地区政协副主席）
- 乃色·多吉占堆（日喀则班禅德庆格桑颇章管理处处长）

十世班禅转世灵童寻访工作顾问班子成员如下：
- 总顾问
  - 赵朴初（中国佛协会长）
  - 帕巴拉·格列朗杰（中国佛协副会长、佛协西藏分会名誉会长）

- 顾问
  - 色吉堪苏·伦珠陶凯（中国佛协副会长、西藏自治区佛协分会会长）（1991年12月24日去世）
  - 策墨林·单增赤列（中国佛协常务理事、（现任副会长）、西藏自治区佛协分会副会长）
  - 贡唐仓·旦贝旺旭（中国佛协常务理事（现任副会长）、甘肃省佛协分会副会长）
  - 更顿甲措（甘肃省拉卜楞寺格西）
  - 香根·巴登多吉（中国佛协常务理事（现任副会长）、四川省佛协分会名誉会长）
  - 乌兰葛根·赤列尼玛（中国佛协副会长、内蒙古自治区佛协分会会长）
  - 甲那·加永克珠（西藏自治区佛协分会常务理事、昌都地区佛协分会会长）
  - 嘎达·赤来曲旺（中国佛协常务理事、云南省佛协分会会长）

1990年，嘉雅活佛圆寂，副组长恰扎活佛成为该小组的负责人。他主持寻访十世班禅的转世灵童时，在中央政府的许可下与达赖接触。但恰扎活佛又曾说：“我认为班禅转世灵童，经过达赖认定，再由中央批准，这是两全其美的办法。” 所以他希望转世灵童首先获得达赖的认定，然后再由中央政府批准。
1993年6月5日，中共中央总书记江泽民从北京给西藏自治区人大常委会主任热地打电话，专门询问十世班禅转世灵童寻访事宜，并亲热地问候恰扎活佛。1993年6月11日，热地专程来到日喀则转达了江泽民对恰扎的问候，要求恰扎将寻访工作落实，并宣布扎什伦布寺八大活佛之一的生钦·洛桑坚赞活佛直接参加寻访工作，并强调力争在1994年底确定候选灵童名单。恰扎表示，会在再次核查后，在1994年底拿出候选灵童名单。但恰扎仍然坚持称，“你和江村罗布多次对我指出，班禅灵童征得达赖认可的事不符合中央原则，不要再提了，但从内心讲，我依然保留意见。” 
1993年8月，恰扎活佛托人捎给达赖一封信，内称虽然十世班禅圆寂时的言行及观湖等迹象显示转世灵童将降生在西藏区域之内，但仍须达赖打卦，以兆示转世灵童的特征及诞生的方位。1993年底，恰扎活佛又托人捎给达赖一封信，通报寻访转世灵童的工作将在1994年开始。
1994年3月，转世灵童的寻访工作开始。1994年5月，达赖派人从印度捎给恰扎一封信，信内要求恰扎再搞一次观湖，以便为达赖希望指定的灵童提供更多依据。1994年8月，达赖又从印度捎给恰扎一封信，信中从恰扎提供的20多名候选灵童的名单中，圈定了生于嘉黎县的根敦确吉尼玛。1994年10月，恰扎背着转世灵童寻访领导小组的大多数高僧，私下组织并率队来到曲果杰拉姆拉错进行第三次观湖，为此前灵异特征不够显著的根敦确吉尼玛找出了一些神奇特征。 
1994年12月，恰扎托人捎给达赖一封信，信内附寄了25名候选男童的基本情况及相片。1995年2月中旬，达赖派人从印度捎给恰扎一封回信，达赖在此信中指定根敦确吉尼玛为转世灵童。 
获得了达赖的认定之后，恰扎很快便拟就了“只有唯一个候选灵童，并请免于掣签”的报告。恰扎对扎什伦布寺的一些僧人说，“北京那边要采取‘金瓶掣签’，我不赞成。在这个问题上我们要一致。如果政府派工作组征求意见，我们要求认定其中一个就行了。”他还要求扎什伦布寺僧众统一口径，并认为“要是你们同意掣签，事情就不好办了。”恰扎在向西藏自治区的领导汇报时，提出“根敦是唯一的候选灵童”，西藏自治区的领导问他如何确定根敦确吉尼玛是“唯一的灵童”，恰扎称他自己和扎什伦布寺高僧在十世班禅灵塔前进行过“食团问卜”。“食团问卜”是一种传统的藏传佛教仪轨，即取三名男童的名字包在糌粑团内，祈祷后打开其中一个糌粑团，团内的名字即转世灵童。但据称，当时只有恰扎知道包了哪三名男童的名字，其他高僧并不知道， “食团问卜”前没有进行必要的祈祷等活动，也未先择吉日。恰扎打开其中一个食团，便称其中是根敦的名字，但未把该字条给任何高僧看过。 
1995年，西藏自治区几位领导均反复同恰扎谈话，指出在实行“金瓶掣签”问题上，没有商量余地。恰扎答称，“中央已确定‘金瓶掣签’选定灵童，我服从中央。”
1995年5月13日深夜，北京和西藏有关部门的负责人分别接到了达赖常驻香港代表嘉乐顿珠（达赖的二哥）突然打来的电话通知，称达赖次日将正式宣布认定十世班禅的转世灵童。1995年5月14日，达赖在印度通过德里藏语广播宣布，生于西藏嘉黎县的根敦确吉尼玛是十世班禅的转世灵童。当时，候选灵童仍在筛选中，尚未举行金瓶掣签仪式，中国中央政府也尚未宣布任何有关转世灵童的消息。
达赖的抢先宣布引起了中国中央政府的强烈不满，恰扎·强巴赤列于同月被秘密拘捕。1996年6月14日，政協第八屆全國委員會常務委員會第十七次會議撤銷恰扎·強巴赤列全國政協委員、常務委員資格。1997年，他以分裂国家罪和故意泄露国家秘密罪被西藏自治区日喀则市中级人民法院判处有期徒刑6年、剥夺政治权利3年。2001年服刑期满后未获释放。2002年2月在美国总统乔治·沃克·布什访问中国前夕，恰扎·强巴赤列获得释放，但仍被软禁。有传言指他已被毒害身亡，但未能证实。